# Koenigsegg
Koenigsegg automotive AB je švedski proizvajalec visokozmogljivih športnih avtov.

## Podjetje
Podjetje je leta 1994 ustvaril Christian von Koenigsegg z namenom, da ustvarja super-avte v svetovnem merilu. Mnogo let poskušanja je podjetje vodilo do prvega cestno dovoljenega avta v letu 2002(koenigsegg CC8X).
Leta 2006 je Koenigsegg začel s proizvodnjo Koenigsegga CCX, ki je bil cestno dovoljen v večini držav.
Poleg proizvajanja ter prodajanja je tudi del proizvajanja "zelene"(ekološke) tehnologije. Začeli so z Koenigseggom CCXR, ki ga lahko poganjata dva goriva(po navadi biogorivo in neko fosilno gorivo (dizel, bencin,nafta..., ki nista zmešana skupaj), ter nadaljevali z Agero R.Aktivni so tudi v proizvajanju sistemov za električne avte.
Marca 2009 je bil CCXR izbran za enega izmed desetih najlepših avtov na svetu.
Decembra 2010 je bil Koenigsegg Agera izbran za hiper-avto leta(Top Gear hypercar of the year award).

## Zgodovina

### Prototipi in proizvodnja
Koenigsegga CC je narisal Christian von Koenigsegg, nesel skice k industrijskemu oblikovalcu Davidu Crafoordu ter mu naročil naj naredi model v merilu 1:5. Ta model je bil vzor za prototip leta 1996. Naslednja leta so ta avtomobil poslali čez številne teste in preizkušnje ter naredili več novih prototipov.
Christian je dobil idejo, da naredi svoj avto iz mladosti zaradi animiranega filma Pinchcliffe Grand Prix. Ampak začel je v drugačnih vodah ter pri dvajsetih vodil podjetje Alpraaz v Stockholmu. To delo mu je dalo dovolj denarja, da je lahko začel kot proizvajalec avtov.
Tako je začel ter postavil podjetje v Olofströmu. Leta 1997 so potrebovali večje prostore zato so se preselili v Margretetorp. Dvaindvajsetega februarja 2003 je zagorelo v enem izmed proizvodnih oddelkov. Leta 2003 so dva hangarja prenovili v tovarno avtomobilov. Ker je tovarna narejena pri še delujočem letališču lahko stranke pridejo z zasebnimi letali. Uporabljajo tudi vojaško vzletno stezo za testiranje avtomobilov.
Njihov znak je leta 1994 ustvaril Jacob Laftman.

## Modeli
- Koenigsegg CC8S (2002–2004)
- Koenigsegg CCR (2004–2006)
- Koenigsegg CCX (2006-2010)
- Koenigsegg CCXR (2007-2010)
- Koenigsegg Trevita (2009-2010)
- Koenigsegg Agera (2010-2018)
- Koenigsegg Agera R (2011-sedanjost)
- Koenigsegg Agera RS (2015-2018)

## Dosežki
- Top Gear-2010-Agera postane BBCjev hiper-avto leta ter premaga razne avte kot na primer Buggati Veyron Super Sport.
- Rdeča pika-za izjemno oblikovanje
- Nacionalna švedska nagrada za oblikovanje
- Nürburgring-hitrostni rekord
- Top Gear speed-rekord
- Sport Auto-rekord v slalomu
- Sport Auto-Hockenheimring hitrostni rekord
- Sport Auto-0-200km/h rekord
- Sport Auto-0-300km/h rekord(14.53 sekund)
- Sport Auto-0-300-0km/h rekord(21.19 sekund)